# Hamdan Ballal
Hamdan Ballal (Susiya, 1989) é um cineasta, fotógrafo, agricultor e ativista dos direitos humanos palestiniano de Susiya, uma aldeia da Cisjordânia.  Ballal recebeu atenção pelo seu trabalho como co-realizador do documentário No Other Land, ao lado de Basel Adra, Yuval Abraham e Rachel Szor. O filme, rodado entre 2019 e 2023, documenta as experiências das comunidades palestinianas em Masafer Yatta no meio dos esforços de deslocação das autoridades israelitas e dos colonos. Estreou no 74.º Festival Internacional de Cinema de Berlim (Berlinale) em 2024 e ganhou o Óscar de Melhor Documentário em 2025.
Como ativista dos direitos humanos, participou no projeto “Humans of Masafer Yatta” e foi voluntário da B'Tselem, documentando violações dos direitos humanos relacionadas com a ocupação israelita da Cisjordânia. Em 24 de março de 2025, Ballal foi espancado por colonos israletidas na sua casa, na Cisjordânia, tendo sido posteriormente detido pelas Forças de Defesa de Israel (IDF).

## Biografia
Ballal nasceu em 1989, em Susiya, uma cidade rural da Palestina, na Cisjordânia. 
Ballal trabalhou como agricultor, fotógrafo, ativista e investigador.  Para além da sua atividade cinematográfica, é membro da iniciativa “Humans of Masafer Yatta”, que destaca histórias pessoais da região. É também voluntário como investigador no terreno para organizações de direitos humanos, incluindo a B'Tselem, documentando incidentes relacionados com a ocupação israelita. 
Ballal foi co-realizador, juntamente com Basel Adra, Yuval Abraham e Rachel Szor, do documentário No Other Land, de 2024, sobre as  colónias israelitas e a violência na Cisjordânia. O filme foi aclamado pela crítica, tendo ganho o Prémio da Academia para Melhor Documentário na 97.ª edição dos Prémios da Academia e o Prémio Panorama do Público para Melhor Documentário, bem como o Prémio de Documentário da Berlinale no 74.º Festival Internacional de Cinema de Berlim.  No Other Land é o primeiro filme de Ballal, no qual ele e os outros realizadores trabalharam durante cinco anos. 
Em 24 de março de 2025, Ballal foi espancado por colonos israelitas que atacaram a sua casa na aldeia palestiniana de Susiya, na Cisjordânia. Ballal e outros activistas do Centro para a Não-Violência Judaica foram atacados por dez a vinte colonos mascarados, armados com paus e pedras. 
Basel Adra, um dos co-diretores de Ballal em No Other Land, testemunhou o rescaldo do ataque e disse que alguns dos colonos atacantes tinham armas e vestiam “uniformes israelitas”. Os atacantes partiram as janelas e cortaram os pneus dos veículos de Ballal e de outros activistas. Ballal ficou com a cabeça a sangrar devido ao ataque e foi tratado numa ambulância antes de os soldados das IDF interromperem o seu tratamento, retirando-o da ambulância, vendando-lhe os olhos e colocando-o sob detenção. 
As IDF divulgaram um comunicado sobre as detenções, alegando que “os terroristas começaram a atirar pedras contra as forças de segurança”, pelo que prenderam “três palestinianos suspeitos de lhes atirarem pedras, bem como um civil israelita envolvido no confronto violento”. 
No mesmo dia do ataque, Yuval Abraham, um dos co-diretores israelitas de Ballal, escreveu no X que “não havia sinal de Ballal desde” o ataque e a detenção de Ballal pelas FDI.  Basel Adra também já tinha sido espancado por colonos israelitas em fevereiro de 2025. 
Foi libertado no dia a seguir, depois de ter sido torturado e mantido durante a noite numa base militar. 

## Prémios e reconhecimento
| Year | Work          | Award                                               | Category                    | Result | Notes                                                   | Ref.   |
| ---- | ------------- | --------------------------------------------------- | --------------------------- | ------ | ------------------------------------------------------- | ------ |
| 2024 | No Other Land | International Documentary Association               | Best Director               | Won    | Shared with Basel Adra, Rachel Szor, and Yuval Abraham. | [ 13 ] |
| 2024 | No Other Land | 74º Festival Internacional de Cinema de Berlim      | Panorama Audience Award     | Won    | Shared with Basel Adra, Rachel Szor, and Yuval Abraham. | [ 13 ] |
| 2024 | No Other Land | 74º Festival Internacional de Cinema de Berlim      | Berlinale Documentary Award | Won    | Shared with Basel Adra, Rachel Szor, and Yuval Abraham. |        |
| 2025 | No Other Land | 97º Prémios da Academia (Oscar)                     | Best Documentary Feature    | Won    | Shared with Basel Adra, Rachel Szor, and Yuval Abraham. | [ 6 ]  |
| 2025 | No Other Land | 78ª Prémios da Academia Britânica de Cinema (BAFTA) | Best Documentary            | Won    | Shared with Basel Adra, Rachel Szor, and Yuval Abraham. |        |

## Filmografia seleccionada
Entre a sua filmografia encontram-se:
- No Other Land